# Uxeau
 Uxeau  es una población y comuna francesa, en la región de Borgoña, departamento de Saona y Loira, en el distrito de Charolles y cantón de Gueugnon.

## Demografía
| 730 | 718 | 655 | 693 | 686 | 574 |
| Para los censos de 1962 a 1999 la población legal corresponde a la población sin duplicidades (Fuente: INSEE [Consultar]) |     |     |     |     |     |